# Platyoides costeri
Platyoides costeri is een spinnensoort uit de familie Trochanteriidae. De soort komt voor in Zuid-Afrika.